# Табу (акторка)
Табассум Гашмі (англ. Tabassum Hashmi, більш відома під мононімом Табу; нар. 4 листопада 1971 року, Гайдарабад, штат Андхра-Прадеш, Індія) — індійська акторка, знімається у фільмах мовами гінді, телугу, малаялам, таміл та англійською.

## Життєпис
Вперше з'явилася на екрані в 7-8 років в масовці фільму «В пошуках щастя», який знімали в будинку її бабусі.
Першу невелику роль зіграла у фільмі Діва Ананда Hum Naujawan (1985).
У 1988 році вона підписалася на головну жіночу роль у фільмі Prem.
Однак вихід фільму кілька разів затримувався, і вона дебютувала у фільмах Pehla Pehla Pyar мовою гінді та Coolie No. 1 телугу.
Prem був випущений тільки в 1995 році, вже після першого хіта «Хлопець в темних окулярах»||Vijaypath}}.
Музичний номер на пісню «Ruk Ruk Ruk» відразу зробив її сенсацією.
У наступні роки вона знялася в таких комерційних стрічках як «Любов злочинця» (1996), «Дружина номер один» (1999), «Нас не розлучити» (1999) і «Розум і почуття» (2000).
В 1996 році фільм «Підпалювачі» приніс їй Національну кінопремію.
Вона п'ять разів безрезультатно номінувалась на Filmfare Award за найкращу жіночу роль і отримала чотири премій Filmfare від критиків за фільми «Поклик землі» (1997), «Рідні душі» (1999), «Моя доля» (2000)
і «Рецепт кохання: без цукру!» (2007).
У 2002 році акторка була удостоєна другої Національної кінопремії за роль у фільмі «Танцююча на межі».
А у 2015 — Filmfare Award за найкращу жіночу роль другого плану за фільм «Гайдер».
Уряд Індії відзначив її заслуги в галузі мистецтва четвертою за величиною нагородою Падма Шрі у 2011 році.
Табу також взяла участь у таких міжнародних проектах, як «Тезка» Міри Наїр (2006) та «Життя Пі» Енга Лі (2012).

## Фільмографія
- Видимість (фільм, 2015)